# 波坦察
波坦察是意大利南部的一个镇，也是巴西利卡塔大区和波坦察省的首府。
波坦察坐落在俯看巴森托河河谷的亚平宁山脉中，是意大利海拔最高的大区首府和省首府。

## 友好城市
- 美国丹佛
- 羅馬尼亞福克沙尼
- 西班牙奥苏纳
- 義大利阿马特里切